# Chionea (Chionea) alexandriana
Chionea (Chionea) alexandriana is een tweevleugelige uit de familie steltmuggen (Limoniidae). De soort komt voor in het Nearctisch gebied.